# Sapromyza fuscolimbata
Sapromyza fuscolimbata är en tvåvingeart som beskrevs av Malloch 1926. Sapromyza fuscolimbata ingår i släktet Sapromyza och familjen lövflugor. Inga underarter finns listade i Catalogue of Life.